# Nguyễn Khắc Nghiên
Nguyễn Khắc Nghiên (23 tháng 1 năm 1951 – 13 tháng 11 năm 2010) là một cựu tướng lĩnh cấp cao Quân đội nhân dân Việt Nam, hàm Thượng tướng. Ông nguyên là Ủy viên Ban Chấp hành Trung ương Đảng Cộng sản Việt Nam khóa IX, X, nguyên Tổng Tham mưu trưởng Quân đội nhân dân Việt Nam, Thứ trưởng Bộ Quốc phòng.

## Xuất thân
Ông sinh ngày 23 tháng 1 năm 1951, quê quán ở xã Chương Xá, huyện Cẩm Khê, tỉnh Phú Thọ.

## Binh nghiệp
Tháng 7 năm 1969, ông nhập ngũ, được tuyển vào binh chủng đặc công, phục vụ tại Tiểu đoàn 4, Sư đoàn 305.
Từ tháng 1 năm 1971 đến tháng 3 năm 1975, ông lần lượt được giữ các chức vụ Trung đội trưởng, Đại đội phó, Đại đội trưởng thuộc Trung đoàn 48, Sư đoàn 320, chiến đấu ở mặt trận Quảng Trị. Tháng 4 năm 1972, ông được kết nạp vào Đảng Nhân dân Cách mạng Việt Nam.
Trong chiến dịch Hồ Chí Minh, ông giữ chức vụ trợ lý tác chiến Trung đoàn 48 (do Đoàn Trưng làm Trung đoàn trưởng), Sư đoàn 320B (nay là Sư đoàn 390), Quân đoàn 1, là đơn vị thọc sâu tiến công đánh chiếm Bộ Tổng tham mưu Quân đội Việt Nam Cộng hòa
Từ tháng 4 năm 1976 đến tháng 3 năm 1982, ông được cử đi học tại Trường Quân chính Quân đoàn 1, sau đó về được phân công giữ các chức vụ Tiểu đoàn trưởng Tiểu đoàn 2, Trung đoàn 48; Tham mưu phó, Trung đoàn phó kiêm Tham mưu trưởng Trung đoàn 48, Sư đoàn 320B (đổi phiên hiệu thành Sư đoàn 390 từ ngày 4 tháng 5 năm 1979), Quân đoàn 1.
Từ tháng 4 năm 1982, giữ chức Trung đoàn trưởng Trung đoàn 48, Sư đoàn 390, Quân đoàn 1.
Từ tháng 1 năm 1983, ông được cử đi học tại Học viện Quân sự cấp cao.
Tháng 7 năm 1985, ông được cử làm Phó Sư đoàn trưởng Sư đoàn 390, Quân đoàn 1.
Đến tháng 8 năm 1988, kiêm chức Tham mưu trưởng Sư đoàn 390, Quân đoàn 1.
Tháng 8 năm 1991, được thăng làm Sư đoàn trưởng Sư đoàn 390.
Tháng 8 năm 1993, chuyển làm Sư đoàn trưởng Sư đoàn 312, cũng thuộc Quân đoàn 1.
Tháng 2 năm 1996, ông được thăng làm Phó Tư lệnh kiêm Tham mưu trưởng Quân đoàn 1, hàm Đại tá.
Tháng 12 năm 1997, được thăng làm Tư lệnh Quân đoàn 1, hàm Thiếu tướng.
Tháng 8 năm 1998, ông được cử làm Phó Tư lệnh kiêm Tham mưu trưởng Quân khu 2.
Tháng 5 năm 2001, bổ nhiệm giữ chức Tư lệnh Quân khu 1, kế nhiệm tướng Phùng Quang Thanh nhậm nhậm chức Tổng Tham mưu trưởng.
Tháng 4 năm 2001, ông trúng cử Ủy viên Ban Chấp hành Trung ương Đảng Cộng sản Việt Nam tại khóa IX.
Tháng 10 năm 2002, được thăng Trung tướng và chuyển sang làm Tư lệnh Quân khu 5, thay cho tướng Nguyễn Văn Được lên nhậm chức Thứ trưởng Bộ Quốc phòng Việt Nam.
Tháng 12 năm 2004, ông được bổ nhiệm làm Phó Tổng Tham mưu trưởng Quân đội nhân dân Việt Nam.
Tháng 4 năm 2006, ông tái đắc cử Ủy viên Trung ương Đảng khóa X.
Ngày 29 tháng 8 năm 2006, Thủ tướng Chính phủ ký Quyết định 1131/QĐ-TTg bổ nhiệm ông làm Thứ trưởng Bộ Quốc phòng, Ủy viên Thường vụ Đảng ủy Quân sự Trung ương.
Ngày 31 tháng 8 năm 2006, Chủ tịch nước Cộng hòa Xã hội Chủ nghĩa Việt Nam ký quyết định bổ nhiệm ông làm Tổng Tham mưu trưởng Quân đội Nhân dân Việt Nam, kế nhiệm tướng Phùng Quang Thanh lên làm Bộ trưởng Bộ Quốc phòng, Phó Bí thư Đảng ủy Quân sự Trung ương.
Năm 2007, ông được thăng hàm Thượng tướng và trúng cử đại biểu Quốc hội Việt Nam khóa XII.
Ông mất đột ngột khi đang điều trị ngay tại Viện quân y 108 – Hà Nội vào ngày 13/11/2010, hưởng thọ 60 tuổi.

## Huân huy chương
- Huân chương Độc lập hạng nhì;
- Huân chương Chiến sĩ giải phóng hạng nhì, hạng ba;
- Huân chương Hữu nghị của Nhà nước Campuchia;
- Huy chương Kháng chiến hạng nhất;
- Huy chương Quân kỳ Quyết thắng.

## Lịch sử thụ phong quân hàm
| Thời gian thụ phong | 1/1998      | 10/2002     | 6/2007       |
| ------------------- | ----------- | ----------- | ------------ |
| Quân hàm            |             |             |              |
| Cấp bậc             | Thiếu tướng | Trung tướng | Thượng tướng |